# Die Schule brennt
Die Schule brennt ist ein 2023 von SWR3 begründeter deutschsprachiger Bildungspodcast mit Bob Blume als Host. Mittlerweile ist der Podcast beim SWR.

## Konzept
Der Titel lässt das bekannte Lied der Band Extrabreit anklingen. Es geht um die Misere des deutschen Bildungssystems und möglichen Vorschlägen für eine Behebung. In den ersten drei Staffeln sprachen Experten, aber auch Prominente über ihre Schulzeit und ihre Ideen für zeitgemäßes Lernen. Seit der Übernahme durch die Abteilung „Wissenschaft und Bildung“ vom SWR sind alle Gäste Experten aus dem Bereich der Praxis, der Wissenschaft und der Politik.

## Gäste
Zu Gast sind andere Podcaster, Journalisten, Prominente, Schriftsteller, Politiker oder Experten, darunter Biyon Kattilathu, Nicole Diekmann, Stefanie Stahl, Raul Krauthausen, Sabine Rückert, Mirko Drotschmann, Judith Holofernes, Sebastian Fitzek, Jana Crämer, Ünsal Arik, Ronja von Rönne, Ruth Moschner, Moritz Neumeier, Aljosha Muttardi, Pia Lamberty, Thomas de Maizière, Stephan Anpalagan, Andreas Schleicher, Aladin el Mafaalani, Ariana Barbori, Johannes Schröder, Eva Schulz, Ranga Yogeshwar, Nora Imlau, Verena Pausder, Natalya Nepomnyashcha, Simon Gosejohann, Leila Lowfire, Johannes Strate, Alena Buyx, Margret Rasfeld, Olaf Axel Burow, Maike Finnern und andere.

## Produktion
Der Podcast ist seit Januar 2023 verfügbar. Die Schule brennt ist eine Produktion von Auf die Ohren exklusiv für den SWR. Die Redaktionsleitung bei Auf die Ohren obliegt Katharina Kern, die Postproduktion macht Indus Gupta und das  Sounddesign stammt von Milan Fey.

## Rezeption
Die Schule brennt wird auf unterschiedlichen Webseiten und Sendungen empfohlen